# 水口镇 (开平市)
水口镇，是中华人民共和国广东省江门市开平市下辖的一个乡镇级行政单位。    水口鎮位於中國廣東省江門市開平市、珠江三角洲西南部粵港澳大灣區西岸的一個鄉镇。交通便利，佛開高速、開陽高速貫通全境。镇外24公里處有深湛鐵路江湛線途經，設开平南站。

## 地理气候
水口镇位于广东省江门市开平市以东，面积80.1平方公里。水口鎮多為平原，此外有座梁金山屹立于鎮內，高456米，跨越長沙、水口、月山等鎮。

## 历史
清朝，分属登名、古博都。
民国期间，分属第九、十区。
1950年，为第四区。
1952年，属第八区。
1958年，与水井、月山合设水口公社。
1961年，水井、月山分出单独设立水口公社。
1976年，水口镇与水口公社分开。
1983年，水口公社改称水口区。
1987年，水口区与水口镇合并为水口镇。
1993年12月，沙冈办事处从水口镇划出。
2005年8月，沙冈办事处又并人水口镇。
2016年，入选“全国重点镇”。
2019年1月9日，泮村灯会入选2018—2020年度“中国民间文化艺术之乡”名单。
2019年6月20日，金山大橋開通，大橋横跨潭江两岸，連接三埠石海與水口新美的潭江河两岸。金山大橋為180米的獨塔空間雙索麵斜拉橋。大橋全長1512米，主塔塔高120米，橋面寬43米。大橋的開通直接拉近了水口鎮與城區，水口鎮與高鐵開平南站的距離。
2022年，名列全国千强镇前500强。

## 行政区划
水口镇下辖以下地区：
人民社区、新市社区、东方红社区、振华社区、渔业社区、永安村、泮南村、泮村、黎村、永乐村、唐联村、红花村、后溪村、新风村、龙东村、海燕村、开锋村、宝锋村、联竹村、桥溪村、风采村、寺前村、新屋村、向阳村、开庄村、开新村、冈中村、红进村、金山村和新美村。

## 交通
- 开阳高速公路水口收費站
- 沈海高速公路及梁金山服務區
- 環城公路及金山大橋
- 水口客運站
- 水口碼頭

## 著名景點
- 龍岡古廟
- 梁金山風景旅遊區
- 梁金山自然保护区水口林区
- 龍塘北帝山
- 龍塘村（龍東村）何氏始祖祠
- 鎮濠泥雞文化中心
- 紅線女故居
- 金山公園
- 泮村廳泉鄺公祖祠
- 泮村灯会
- 水口地堡

## 经济
水口镇現已成为农、工、商、贸于一体，功能齐全的小城镇。以水暖卫浴、纺织和食品业为三大支柱产业。水口镇拥有完备的水暖卫浴产业链，先后被授予“中国水龙头·卫浴制造基地” “中国水暖卫浴生产基地” “中国水暖卫浴五金出口基地” “广东水暖卫浴国际采购中心” “国家外贸转型升级基地”和“出口水暖卫浴产品质量安全示范区”等一系列荣誉称号。

### 工業
水暖衛浴產業為鎮的傳統支柱產業，至2006年底止，共有從事水暖衛浴行業生產的企業近500家，年總產值近45億元，產品出口比重約占90%以上。當中，喬頓、華藝、希恩、雄業等企業榮獲「廣東省著名商標」稱號；喬頓、華藝、希恩等企業榮獲「中國水龍頭行業十大知名品牌」稱號；彩洲、東鵬等企業榮獲「中國公認名牌產品」稱號；喬頓、華藝、勝發等企業產品還通過美國UPC質量認證。2002年10月，水口鎮被中國五金製品協會命名為「中國水龍頭生產基地」；2007年2月，被中國建築衛生陶瓷協會命名為「中國水暖衛浴生產基地」。每年一屆的中國（水口）水暖衛浴設備展銷洽談會經歷7年的成功舉辦，水口衛浴的區域品牌已蜚聲國內外。
沙岡工業園，又稱為沙岡工業區。始建于20世紀，座落水口鎮國道G325之上。2021年7月16日，開平市發展和改革局對園區展開提升改造工程。
- 李氏實業發展有限公司（陽光先生系列）
- 华艺卫浴

## 物产

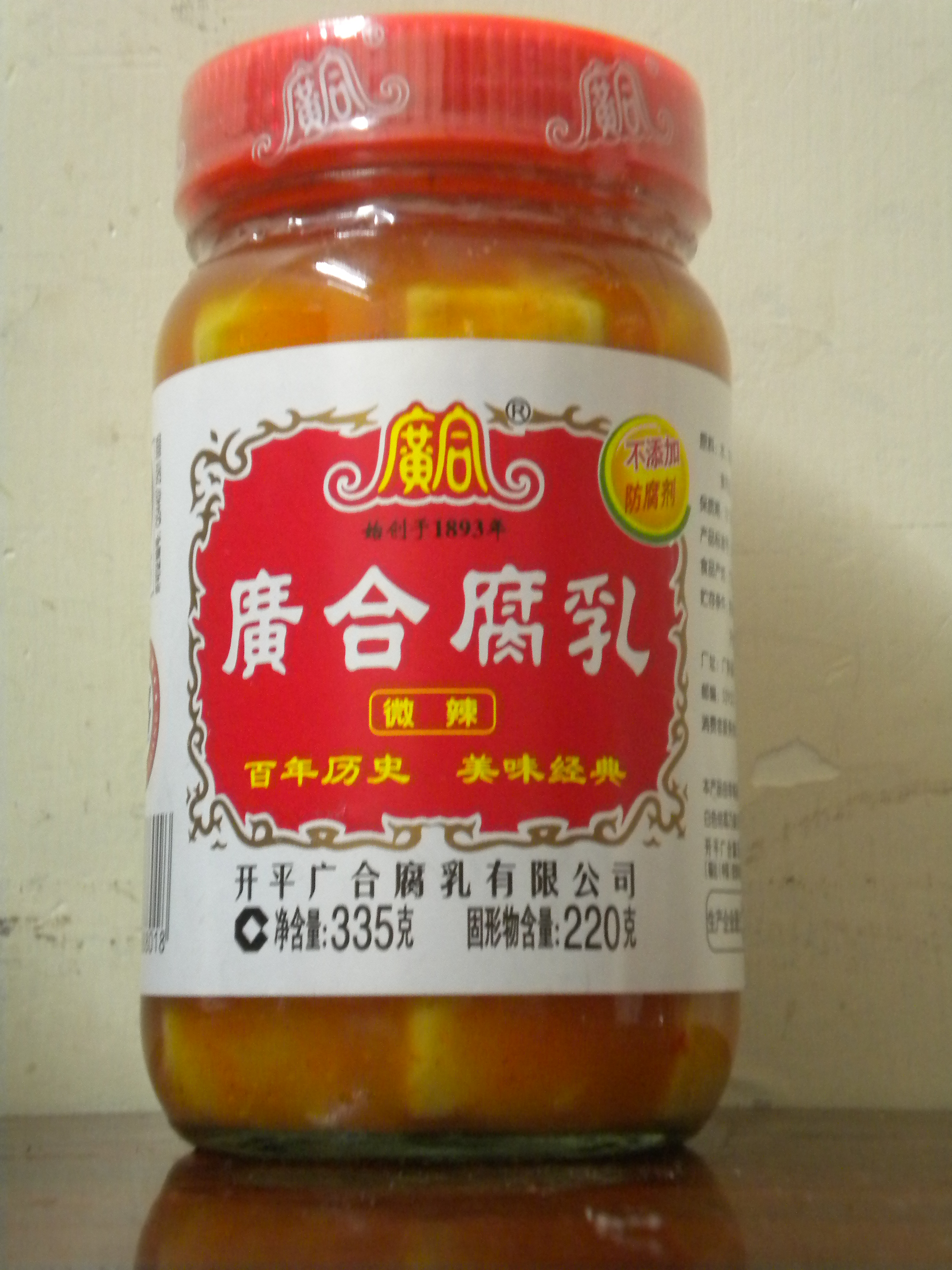
广合腐乳

- 广合腐乳
- 金山火蒜
- 水口白菜
- 水龙头